# セイラム郡 (ニュージャージー州)
セイラム郡（英: Salem County）は、アメリカ合衆国ニュージャージー州の南西部に位置する郡である。2010年国勢調査での人口は66,083人であり、2000年の64,285人から2.8%増加した。州内で人口最少の郡である。郡庁所在地はセイラム市（人口5,146人）であり、同郡で人口最大の自治体はペンズビル・タウンシップ（人口13,409人）である。セイラム郡はデラウェア・バレーの中に位置している。

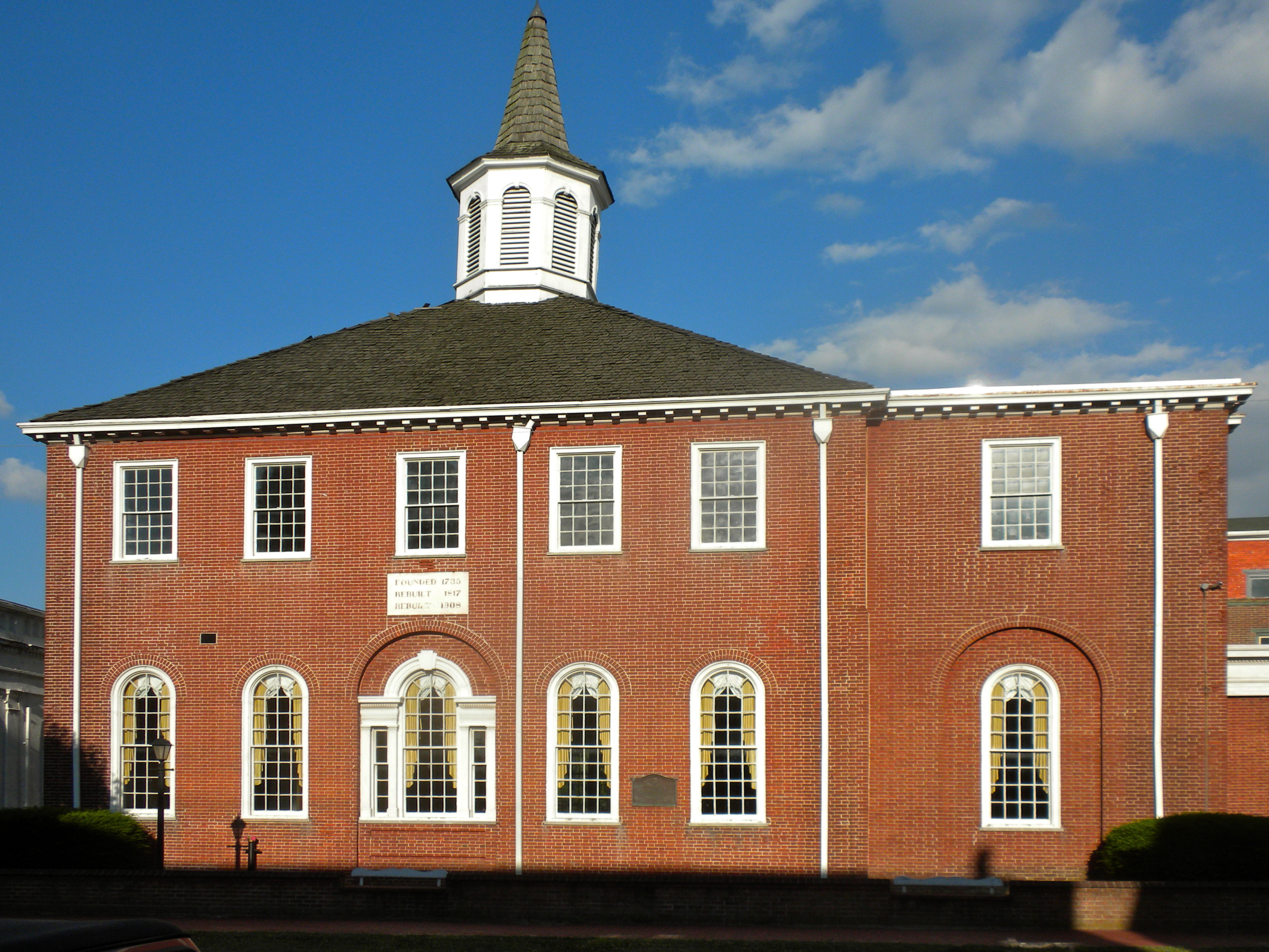
セイラム郡庁舎（2010年）

## 歴史
セイラム郡は、1681年に郡庁舎が設立されていたが、正式に西ジャージーの郡として成立したのは1694年5月17日であり、それまでのセイラム・テンスから作られた。1867年にピッツグローブ・タウンシップがカンバーランド郡に移管されたが、1868年2月には元に戻された。
現在の郡庁舎と同じ街区にある旧郡庁舎はセイラム市の政庁舎として機能している。州内では最古の現役庁舎であり、国内ではバージニア州キングウィリアム郡の庁舎に次いで2番目に古い。1735年、イギリスではジョージ2世の治世に、地元で生産された煉瓦を使って建設された。1817年に拡張され、1908年に更に拡張と改修が行われた。特徴ある鐘塔は基本的に変更されておらず、当初の鐘が庁舎内に置かれている。
国王裁判所のウィリアム・ハンコック判事が裁判所を采配した。アメリカ独立戦争中の1778年に起きたセイラム襲撃で、地元民兵に対してイギリス軍が犯したハンコック・ハウスの虐殺の時に、ハンコックは心ならずもイギリス軍に殺された。この裁判所ではその後に反逆罪裁判が行われ、セイラム襲撃の時にイギリス軍を助けたという容疑でロイヤリスト達が裁判に掛けられた。4人が反逆罪で有罪となり死刑を宣告された。しかし、ウィリアム・リビングストン知事の介入で減刑され、ニュージャージーから追放された。この裁判所はロバート・ギボン・ジョンソン大佐がトマトを食べられることを証明する舞台にもなった。1820年までアメリカ人はトマトが有毒だと考えることが多かった。この年、伝説に拠れば、ジョンソンは裁判所の踏み段の上に立ち、その様子を見るために集まった大勢の観衆の前でトマトを食した。
セイラム郡は18世紀にクエーカー教徒がもたらした建築と石造りの様式でも著名である。

## 地理
アメリカ合衆国国勢調査局に拠れば、郡域全面積は372.33平方マイル (964.3 km2)であり、このうち陸地331.90平方マイル (859.6 km2)、水域は40.43平方マイル (104.7 km2)で水域率は10.86%である。
郡内の地形はほとんど平坦な海岸平原であり、起伏が僅かにある程度である。郡内最高地点はこれまではっきりと特定されたことはないが、ニューピッツグローブ・タウンシップにある7つの隆起部の1つと考えられ、海抜は160フィート (48.7 m) である。最低地点は海面である。

### 交通
郡内を多くの道路が通っている。幹線道路は郡道540号線、同551号線、同553号線（ピッツグローブ・タウンシップ内のみ）、同581号線である。ニュージャージー州道としては45号線、47号線、48号線（カーニーズポイント・タウンシップ内のみ）、56号線（ピッツグローブ・タウンシップ内のみ）、77号線、140号線（カーニーズポイント・タウンシップ内のみ）が走っている。アメリカ国道では40号線があり、また130号線の南端が入っている。
自動車専用道路では、州間高速道路295号線、デラウェア記念橋（州間高速道路295号線とアメリカ国道40号線を通す）、ニュージャージー・ターンパイクがある。どれも郡の北部を通っている。ターンパイクのインターチェンジはセイラム市のカーニーズポイントにある出口第1号のみであり、ここがターンパイクの終端になっている。

### 気候と気象
近年、郡庁所在地であるセイラム市の平均気温は1月の25°F (-4 ℃) から7月の86°F (30 ℃) まで変化している。過去最低気温は1985年1月に記録された-14°F (-26 ℃) であり、過去最高気温は1918年8月に記録された107°F (42 ℃) である。月間降水量は2月の2.78インチ (71 mm) から7月の4.57インチ (116 mm) まで変化している。

### 隣接する郡
- グロスター郡 - 北東
- カンバーランド郡 - 南東
- ケント郡 (デラウェア州) - 南西、デラウェア湾の対岸
- ニューキャッスル郡 (デラウェア州) - 西

### 国立保護地域
- サポーナメドウズ国立野生生物保護区

## 人口動態
以下は2010年国勢調査による人口統計データである。（　）内に2000年データを示す。
| 基礎データ - 人口: 66,083人 (64,285人) - 世帯数: 25,290 世帯 (24,295 世帯) - 家族数: 17,551 家族 (17,370 家族) - 人口密度: 76.9人/km2（199.1人/mi2）(73, 190) - 住居数: 27,417軒 (91,047軒) - 住居密度: 32軒/km2（83軒/mi2）(138, 357) 人種別人口構成 - 白人: 79.83% (81.19%) - アフリカン・アメリカン: 14.09% (14.77%) - ネイティブ・アメリカン: 0.36% (0.35%) - アジア人: 0.84% (0.62%) - 太平洋諸島系: 0.02% (0.03%) - その他の人種: 2.64% (1.57%) - 混血: 2.22% (1.46%) - ヒスパニック・ラテン系: 6.82% (3.89%) 先祖による構成（2000年データ） - ドイツ系：16.0% - アイルランド系：13.2% - イタリア系：12.8% - イギリス系：11.1% - アメリカ人：7.7% 年齢別人口構成 - 18歳未満:23.5% (25.6%) - 18-24歳: 8.2% (7.8%) - 25-44歳: 23.9% (27.9%) - 45-64歳: 29.4% (24.2%) - 65歳以上: 15% (14.5%) - 年齢の中央値: 41歳 (38歳) - 性比（女性100人あたり男性の人口） - 総人口: 94.9 (93.4) - 18歳以上: 91.6 (90.2) | 世帯と家族（対世帯数） - 18歳未満の子供がいる: 29% (32.4%) - 結婚・同居している夫婦: 49.9% (53.8%) - 未婚・離婚・死別女性が世帯主: 14.4% (13.3%) - 非家族世帯: 30.6% (28.5%) - 単身世帯: 25.4% (24.3%) - 65歳以上の老人1人暮らし: 10.9% (10.6%) - 平均構成人数 - 世帯: 2.56人 (2.60人) - 家族: 3.07人 (3.08人) 収入と家計（2000年データ） - 収入の中央値 - 世帯: 45,573米ドル - 家族: 54,890米ドル - 性別 - 男性: 41,860米ドル - 女性: 27,209米ドル - 人口1人あたり収入: 20,874米ドル - 貧困線以下 - 対人口: 9.5% - 対家族数: 7.2% - 18歳未満: 13.3% - 65歳以上: 6.6% |

## 郡政府
セイラム郡は7人の委員で構成される郡政委員会が統治している（ニュージャージー州では "Board of Chosen Freeholders" と呼ばれる）。郡全体を選挙区に党派選挙で選出される。任期は3年間である。毎年2人または3人が改選される。毎年1月初めに組織変更の会議が行われ、互選により議長と副議長を選んでいる。

## 政治
2011年3月時点で、郡内の登録有権者数は 42,672 人であり、このうち 13,052 人 (30.6%) は民主党、8,945 人 (21.0%) は共和党、20,652 人 (48.4%) は無党派で登録されている。他の政党で登録した有権者が23人いた。2010年国勢調査による人口の64.6%が登録しており、18歳以上では84.4%だった。
2012年アメリカ合衆国大統領選挙のセイラム郡では、民主党のバラク・オバマと共和党のミット・ロムニーは、それぞれ14,719票を獲得して引き分けた。2008年では、オバマが共和党のジョン・マケインに対して4%差で制し、州全体でも57.27%の支持を得た。セイラム郡でオバマは 16,044 票 (50.4%)、マケインは 14,816 票 (46.6%)、他の候補が 503 票 (1.6%)、登録有権者44,324 人の内の31,812 人が投票し、投票率は71.8%だった。2004年では、共和党のジョージ・W・ブッシュが 15,721 票 (52.5%)、民主党のジョン・ケリーが 13,749 票 (45.9%)、他の候補が 311 票 (1.0%) という結果であり、登録有権者42,210 人の内の29,950 人が投票し、投票率は71.0%だった。
2009年ニュージャージー州知事選挙では、共和党のクリス・クリスティが9,599 票 (46.1%)、民主党のジョン・コーザインが 8,323 票 (39.9%)、無所属のクリス・ダゲットが 2,011 票 (9.7%)、その他の候補が 411 票 (2.0%) という結果であり、登録有権者44,037 人の内の20,838 人が投票し、投票率は47.3%だった。
アメリカ合衆国下院議員の選挙では全郡がニュージャージー州第2選挙区に入っている。2013年時点では共和党議員を選出している。ニュージャージー州議会では第3選挙区に入り、2013年時点では上院1人、下院2人を民主党が独占している。

## 都市と町
セイラム郡には下記の自治体がある。国勢調査指定地域（CDP)と未編入の町はその所属するタウンシップの下に挙げる。名称の後の数字は右図の番号である。
- アロウェイ・タウンシップ、13
  - アロウェイCDP
- カーニーズポイント・タウンシップ、6
  - カーニーズポイントCDP
- エルマー・ボロ、1
- エルシンボロ・タウンシップ、10

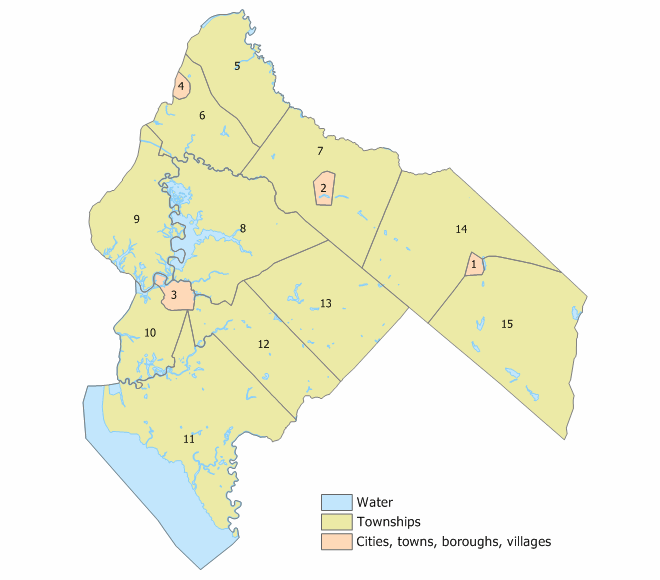
セイラム郡の自治体

- ローワーアロウェイズクリーク・タウンシップ、11
  - ハンコックスブリッジ
- マニングトン・タウンシップ、8
- オールドマンズ・タウンシップ、5
  - ペドリックタウン
- ペンズグローブ・ボロ、4
- ペンスビル・タウンシップ、9
  - ペンズビルCDP
- パイルズグローブ・タウンシップ、7
- ピッツグローブ・タウンシップ、15
  - オリベット
- クイントン・タウンシップ、12
  - クイントンCDP
- セイラム市、3
- アッパーピッツグローブ・タウンシップ、14
- ウッズタウン・ボロ、2

## ワイン醸造所
- オーバーン道路ビニヤーズ
- チェスナットラン農園
- モンロービル・ビニヤード & ワイナリー